# Ténoch Huerta
José Ténoch Huerta Mejía (Ecatepec, Estado de México, 29 de enero de 1981) es un actor, activista y modelo mexicano. Entre sus trabajos más destacados se encuentra su participación en las series El encanto del águila, y Narcos: México, y en películas es conocido por trabajos como Black Panther: Wakanda Forever (2022), Sin nombre (2009), Güeros (2014), Son of Monarchs (2020), y The Forever Purge (2021). Su trabajo actoral, además de centrarse en México, también se ha desarrollado en otros países como España y Estados Unidos.
En 2022 hizo su debut en el Universo cinematográfico de Marvel, donde interpretó a Namor en Black Panther: Wakanda Forever. Esto lo convirtió en el primer superhéroe mexicano de Marvel.

## Biografía y carrera
José Tenoch Huerta Mejía nació el 29 de enero de 1981 en Ecatepec de Morelos, Estado de México. Su infancia la pasó viviendo en esa localidad, pero su adolescencia y juventud transcurrieron viviendo en Coacalco, otro municipio mexiquense, donde residió en el fraccionamiento parque Residencial Coacalco. Su padre era un aficionado al cine, lo que provocó que Huerta fuera inscrito a un curso de actuación con la actriz María Elena Saldaña, que después lo llevaría a estudiar con los actores Carlos Torres Torrija y Luis Felipe Tovar. Torrija lo impulsó para que comenzara a tomarle gusto a la profesión de actor, y aunando a la misma, estudió y concluyó, sin titularse, una licenciatura en comunicación y periodismo cursada en la Facultad de Estudios Superiores Aragón, perteneciente a la UNAM.
En 2006, hizo su debut como actor participando con un pequeño papel en la película Así del Precipicio. Al año siguiente, Gael García Bernal le ofrece el papel coestelar en su ópera prima, Déficit, la cual, a pesar de no recibir buenas críticas, fue estrenada en el Festival de cine de Cannes. Subsecuentemente, participa en la cinta de culto La zona (2007) y enseguida filma Nesio (2008), junto a Jorge Adrián Espíndola, película por la que obtiene muy buenas críticas al interpretar a un pandillero homosexual, recibiendo su primera nominación al premio de la Academia Mexicana de Artes y Ciencias Cinematográficas, el Ariel. Después de Nesio, su participación en cine se vuelve constante. Entre las cintas en las que participa se encuentran Sleep Dealer (2008), Casi divas (2008), Sólo quiero caminar (2008), Sin nombre (2009), El infierno (2010) y Días de gracia (2011), cinta que marca uno de los puntos más altos de su carrera y lo consolida como actor protagonista del cine mexicano. Por esta cinta, Huerta ganó el Premio de la Academia de Artes y Ciencias Cinematográficas Ariel a la mejor actuación masculina. Para interpretar al policía Lupe Esparza, Huerta ingresó por varios meses a la academia de policía de Ecatepec, México.
En 2010 participa en Nómada, cinta en la que hace pareja con la actriz Lucy Liu, y en 2012 participa en Get the Gringo, protagonizada por Mel Gibson. En televisión participa en la serie del canal once Los Minondo (2010). Además, caracteriza a Emiliano Zapata en El encanto del águila (2011) y a un boxeador en Cloroformo (2012).
En 2013, Huerta protagoniza El charro misterioso (Mexican Gangster), cinta en la que da vida a Alfredo Ríos Galeana, el más grande asaltabancos de la historia de México y que fue considerado el enemigo público número uno durante 25 años.
En 2018, participa en la primera temporada de la serie de Netflix, Narcos: México, en el papel del narcotraficante Rafael Caro Quintero.
En 2021 se confirma su incorporación al Universo cinematográfico de Marvel, interpretando a Namor en la cinta Black Panther: Wakanda Forever, secuela de Black Panther (2018).  El actor y escritor es un activista en la lucha contra el racismo en México y durante la presentación de la película dijo "Vengo del barrio. Y gracias a la inclusión estoy aquí" dejando claro así su agradecimiento por la oportunidad.
En 2023 Tenoch Huerta es seleccionado para interpretar el papel de Juan Preciado en la adaptación cinematográfica de “Pedro Páramo” dirigida por Rodrigo Prieto. La película, basada en la icónica novela de Juan Rulfo, que se estrenó mundialmente en el Festival de Cine de Toronto, Canadá, el 14 de septiembre de 2024, logrando excelentes críticas de la prensa y el público. Se estrenará en Netflix el 6 de noviembre de 2024.
La película cuenta con un elenco destacado, incluyendo a Manuel García Rulfo como Pedro Páramo, Ilse Salas, Mayra Batalla, Héctor Kotsifakis, y Dolores Heredia. La dirección de Prieto y la actuación de Huerta prometen traer una nueva dimensión a esta obra maestra de la literatura mexicana.
En 2025 participa en la película de Darren Aronofsky "Caught Stealing", siendo parte de un elenco de actores de renombre como Austing Butler, Zoë Kravitz , Matt Smith, Vincent D'Onofrio, entre otros. Las escenas donde participa Tenoch son ambientadas en Tulum, México. Su estreno será el 28 de agosto de 2025.
Con el papel de un reportero que sigue el caso de las hermanas Baladro, ligadas al crimen organizado y los negocios turbios, Tenoch forma parte del elenco de la serie "Las Muertas", basada en la novela de Jorge Ibargüengoitia que a su vez esta inspirada la historia real de las "Poquianchis”, es dirigida por Luis Estrada, será estrenada el 10 de septiembre de 2025.

### Activismo
Huerta, reconocido por su distinguida carrera como actor, también desempeña un destacado papel como activista contra el racismo en México, motivado por sus propias experiencias de prejuicio racial y discriminación sistémica.
Anteriormente, Huerta colaboró con Poder Prieto, un colectivo mexicano que busca alterar las percepciones sociales de las personas morenas. Sus contribuciones se centraron principalmente en abogar por la representación precisa y favorable de las personas morenas en diversos medios. Además, el colectivo buscaba redefinir el término "Prieto", argot utilizado para denominar despectivamente a las personas de color en México, reclamando la palabra y removiendo las connotaciones racistas y clasistas que la rodean.
Huerta ha enfatizado persistentemente la importancia de una representación diversa y precisa de las personas de color en el cine y la televisión, afirmando que una narrativa variada contribuye a contar historias culturales auténticas.
En 2022, Huerta expandió su alcance activista al escribir el libro Orgullo Prieto. El libro explora las construcciones racistas en México e integra narrativas personales para proporcionar una comprensión integral del problema, incluyendo sus pensamientos, experiencias y percepciones acerca del racismo, el mito del mestizaje y la blanquitud en México. 
Ese mismo año, Huerta intervino en el Foro Mundial contra el Racismo y la Discriminación de la UNESCO, amplificando sus ideas sobre el activismo y la representación mediática en una plataforma global. Su compromiso con la UNESCO se extendió hasta 2023, donde se conectó con más de 2000 estudiantes, resaltando la importancia de reconocer los privilegios, desafiar los sistemas existentes y el potencial de la acción colectiva para efectuar cambios.
Huerta también participó en un diálogo convocado por el Grupo de Trabajo sobre Antirracismo de las Naciones Unidas, una discusión celebrada para conmemorar el 75 aniversario de la Declaración Universal de Derechos Humanos. Su participación ejemplifica su compromiso de enfrentar el racismo, un problema que ahora se aborda con mayor urgencia por instituciones como las Naciones Unidas, en gran parte debido a la resonancia global de movimientos como Black Lives Matter.

### Polémica en redes sociales
El 8 de junio de 2023, en la red social Twitter se le señalo como un agresor sexual por parte de la saxofonista mexicana María Elena Ríos, quien lo acusó de ejercer abuso emocional en forma de ghosting, gaslighting y stealthing. De igual manera la saxofonista arremetió contra el colectivo antirracista Poder Prieto, por falta de pago y por apoyar la conducta de Huerta. Debido a estas acusaciones, el actor abandonó la producción de la película "Fiesta en la Madriguera". María Elena compartió en sus medios sociales relatos anónimos de 2 mujeres también acusando al actor de abusos. Pero dichas acusaciones han sido desmentidas por el actor en un comunicado público y han salido testimonios en video y por escrito desmintiendo lo dicho por la saxofonista, tanto en sus relatos, como en sus señalamientos iniciales de falta de pago del colectivo Poder Prieto, por participar en un Podcast de "El feisbuk de la Malinche", que realmente es propiedad de Francisco López, quien señalo que Elena sí obtuvo beneficios y que fue contactada en seis ocasiones para saldar la deuda. También en varias publicaciones periodísticas de investigación se señala que reiteradas ocasiones ha mentido, lo que ponen en duda sus intenciones al señalar al actor, con el que mantenía una relación consensuada. En 2024, casi a un año de los señalamientos, no se han hecho denuncias judiciales, pero Elena Ríos se ha presentado como parte de los postulados en las listas de candidatos plurinominales por el partido de Gobierno mexicano MORENA.
En agosto de 2024, el actor se pronunció públicamente sobre las acusaciones en su contra. Huerta expresó su dolor y consternación por las alegaciones, subrayando que estas habían tenido un impacto significativo en su salud mental, mientras defendía su inocencia.
Pati Chapoy, periodista y conductora de televisión, se pronunció sobre las acusaciones de difamación contra el actor Ténoch Huerta, defendiendo su derecho a la presunción de inocencia.
Tras los señalamientos en su contra el actor ha recibido por las amenazas y extorsiones que ha denunciado legalmente.

## Filmografía

### Cine
| Actividad cinematográfica nacional e internacional | Actividad cinematográfica nacional e internacional  | Actividad cinematográfica nacional e internacional | Actividad cinematográfica nacional e internacional | Actividad cinematográfica nacional e internacional |
| Año                                                | Título                                              | Papel                                              | Dirección                                          | Notas                                              |
| -------------------------------------------------- | --------------------------------------------------- | -------------------------------------------------- | -------------------------------------------------- | -------------------------------------------------- |
| 2006                                               | Así del precipicio                                  | Limpiavidrios                                      | Teresa Suárez                                      |                                                    |
| 2006                                               | Malamados                                           | Aarón                                              | Pedro Ramírez                                      |                                                    |
| 2007                                               | Déficit                                             | Adán                                               | Gael García Bernal                                 |                                                    |
| 2007                                               | La zona                                             | Mario                                              | Rodrigo Plá                                        |                                                    |
| 2008                                               | Traficantes de sueños                               | David Cruz                                         | Alex Rivera                                        |                                                    |
| 2008                                               | Nesio                                               | "El Araña"                                         | Alan Coton                                         |                                                    |
| 2008                                               | Casi divas                                          | Domingo                                            | Issa López                                         |                                                    |
| 2008                                               | Sin nombre                                          | "Lil' Mago"                                        | Cary Joji Fukunaga                                 |                                                    |
| 2008                                               | Café paraíso                                        | "Gallo"                                            | Alonso Ruizpalacios                                | Cortometraje                                       |
| 2008                                               | Sólo quiero caminar                                 | David                                              | Agustín Díaz Yanes                                 |                                                    |
| 2008                                               | Soy mi madre                                        | Ramón                                              | Phil Collins                                       | Cortometraje                                       |
| 2009                                               | Perpetuum mobile                                    | Miguel                                             | Nicolás Pereda                                     |                                                    |
| 2009                                               | El horno                                            | Novio                                              | Raúl Caballero                                     | Cortometraje                                       |
| 2010                                               | Depositarios                                        | Andrés                                             | Rodrigo Ordóñez                                    |                                                    |
| 2010                                               | Chicogrande                                         | Doctor Terán                                       | Felipe Cazals                                      |                                                    |
| 2010                                               | El infierno                                         | "El Diablo"                                        | Luis Estrada                                       |                                                    |
| 2010                                               | Marea alta                                          | Gerónimo                                           | Bárbara Ochoa                                      | Cortometraje                                       |
| 2010                                               | ¿Cómo has estado?                                   | Obsmar                                             | Alejandro Moreno-Novelo                            | Cortometraje                                       |
| 2010                                               | El último canto del pájaro Cú                       | Lauro                                              | Alonso Ruizpalacios                                | Cortometraje                                       |
| 2010                                               | Busco empleo                                        | Ramn                                               | Francisco Valle                                    | Cortometraje                                       |
| 2011                                               | Días de gracia                                      | "Lupe"                                             | Everardo Gout                                      |                                                    |
| 2011                                               | Nómadas                                             | Roberto                                            | Ricardo Benet                                      |                                                    |
| 2011                                               | Get the Gringo                                      | Carlos                                             | Adrian Grunberg                                    |                                                    |
| 2011                                               | Cristeros y federales                               | Soldado                                            | Isabel Cristina Fregoso                            | Cortometraje                                       |
| 2012                                               | Cristiada                                           |                                                    | Dean Wright                                        |                                                    |
| 2012                                               | La vida precoz y breve de Sabina Rivas              | Juan                                               | Luis Mandoki                                       |                                                    |
| 2012                                               | Colosio: El asesinato                               | Jesús "Chuy"                                       | Carlos Bolado                                      |                                                    |
| 2012                                               | Ciudadano Buelna                                    | Emiliano Zapata                                    | Felipe Cazals                                      |                                                    |
| 2012                                               | De tierra                                           | Julio                                              | Ilana Coleman                                      | Cortometraje                                       |
| 2012                                               | Penumbra                                            | Ángel                                              | Arlo Catana                                        | Cortometraje                                       |
| 2013                                               | Matar extraños                                      |                                                    | Jacob Secher Schulsinger y Nicolás Pereda          |                                                    |
| 2013                                               | Stand Clear of the Closing Doors                    | Ricardo Sr.                                        | Sam Fleischner                                     |                                                    |
| 2013                                               | La banqueta                                         | Abel                                               | Anaïs Pareto Onghena                               | Cortometraje                                       |
| 2013                                               | Inframundo                                          |                                                    | Ana Mary Ramos                                     | Cortometraje                                       |
| 2014                                               | Mexican gangster (La leyenda del Charro Misterioso) | Alfredo Ríos Galeana "El Charro Misterioso"        | J. M. Cravioto                                     |                                                    |
| 2014                                               | Güeros                                              | "Sombra"                                           | Alonso Ruizpalacios                                |                                                    |
| 2014                                               | Escobar: Paradise Lost                              | Roldano Brother                                    | Andrea Di Stefano                                  |                                                    |
| 2014                                               | Mercy                                               | Él                                                 | Faride Schroeder                                   | Cortometraje                                       |
| 2015                                               | Los 33                                              | Carlos Mamani                                      | Patricia Riggen                                    |                                                    |
| 2015                                               | La carga                                            | Francisco Tenamaztle                               | Alan Jonsson Gavica                                |                                                    |
| 2015                                               | Semana Santa                                        | Chávez                                             | Alejandra Márquez Abella                           |                                                    |
| 2015                                               | Camino                                              | Alejo                                              | Josh C. Waller                                     |                                                    |
| 2015                                               | Spectre                                             | Extra                                              | Sam Mendes                                         |                                                    |
| 2016                                               | Las Aparicio                                        | Juan                                               | Moisés Ortiz-Urquidi                               |                                                    |
| 2016                                               | Vive por mí                                         | "Gavilán"                                          | Chema de la Peña                                   |                                                    |
| 2016                                               | Vuelven                                             | "El Chino"                                         | Issa López                                         |                                                    |
| 2016                                               | Ver-de                                              |                                                    | Alonso Ruizpalacios                                | Cortometraje                                       |
| 2017                                               | El autor                                            | Enrique                                            | Manuel Martín Cuenca                               |                                                    |
| 2017                                               | El silencio es bienvenido                           | Soldado                                            | Gabriela García Rivas                              |                                                    |
| 2017                                               | Debris                                              | Armando                                            | Julio O. Ramos                                     | Cortometraje                                       |
| 2018                                               | Bel canto                                           | Comandante Benjamín                                | Paul Weitz                                         |                                                    |
| 2020                                               | Fuego negro                                         | Franco                                             | Bernardo Arellano                                  |                                                    |
| 2020                                               | Hijo de monarcas                                    | Mendel                                             | Alexis Gambis                                      |                                                    |
| 2021                                               | The Forever Purge                                   | Juan                                               | Everardo Gout                                      |                                                    |
| 2021                                               | Madres                                              | "Beto"                                             | Ryan Zaragoza                                      |                                                    |
| 2021                                               | Ráspala                                             | Sebastián                                          | Enrique Álvarez                                    | Cortometraje                                       |
| 2022                                               | Black Panther: Wakanda Forever                      | Namor                                              | Ryan Coogler                                       |                                                    |
| 2024                                               | Pedro Páramo                                        | Juan Preciado                                      | Rodrígo Prieto                                     |                                                    |
| 2025                                               | Caught Stealing                                     |                                                    | Darren Aronofsky                                   |                                                    |
| 2026                                               | Avengers Doomsday                                   | Namor                                              | Hermanos Ruso                                      |                                                    |

### Televisión
| 2008      | Capadocia             | Toño                       |
| 2010      | Los Minondo           | Nacho                      |
| 2011      | El encanto del águila | Emiliano Zapata            |
| 2012      | Cloroformo            | "El Búfalo" Torres         |
| 2015–2016 | Mozart in the Jungle  | Manuel                     |
| 2016      | Hasta que te conocí   | Nereo                      |
| 2016–2017 | Blue Demon            | Alejandro Muñoz Blue Demon |
| 2017      | Amar otra vez         | Aldo Rosales               |
| 2018      | Aquí en la Tierra     | Adán Cruz                  |
| 2018–2020 | Narcos: México        | Rafael Caro Quintero       |
| 2023      | The Chosen One        | Lemuel                     |
| 2025      | Las Muertas           | Delfino                    |

## Premios y nominaciones

### Premios Ariel
| Año  | Categoría                   | Trabajo nominado                                   | Resultado | Ref.   |
| ---- | --------------------------- | -------------------------------------------------- | --------- | ------ |
| 2009 | Mejor Coactuación Masculina | Nesio                                              | Nominado  | [ 30 ] |
| 2012 | Mejor Actor                 | Días de gracia                                     | Ganador   | [ 30 ] |
| 2015 | Mejor Actor                 | Güeros                                             | Nominado  | [ 30 ] |
| 2016 | Mejor Actor                 | Mexican Gangster: La leyenda del charro misterioso | Nominado  | [ 30 ] |
| 2018 | Mejor Actor de Cuadro       | Vuelven                                            | Nominado  | [ 30 ] |

### Diosa de Plata PECIME
| Año  | Categoría             | Trabajo nominado | Resultado |
| ---- | --------------------- | ---------------- | --------- |
| 2010 | Coactuación masculina | Sin nombre       | Nominado  |
| 2025 | Mejor Actor           | Pedro Páramo     | Nominado  |

### Shorts Film Festival México
| Año  | Categoría | Trabajo nominado | Resultado |
| ---- | --------- | ---------------- | --------- |
| 2008 | Actor     | Café paraíso     | Ganador   |

### 54th NAACP Image Awards 2023 (USA)
| Año  | Categoría              | Trabajo nominado               | Resultado |
| ---- | ---------------------- | ------------------------------ | --------- |
| 2023 | Mejor Actor de Reparto | Black Panther: Wakanda forever | Ganador   |